# Калье-дель-Десенганьо
Калье-дель-Десенганьо (исп. Calle del Desengaño) — улица в центре Мадрида, столицы Испании, расположенная в баррио Универсидад (район Сентро). Она соединяет улицу Калье-де-Вальверде с площадью Площадь Санта-Мария-Соледад-Торрес-Акоста, пересекаясь с улицами Калье-де-Гонсало-Хименес-де-Кесада, Калье-дель-Барко, Калье-де-ла-Бальеста, Калье-де-Месонеро-Романос и Калье-де-Консепсьон-Ареналь.

## История
На плане Мадрида, созданном португальским картографом Педру Тейшейрой в 1656 году, она обозначена как «калье-дель-Десенганьо, ныне — де-лос-Басилиос». Изначально улица была длиннее и доходила до Калье-де-Фуэнкарраль, но затем на этом участке в 1926—1929 годах было построено здание компании «Телефоника».
Калье-дель-Десенганьо ранее пересекалась с переулком Травесия-дель-Десенганьо (исп. travesía del Desengaño), который на планах Тейшейры и Эспиносы (1769) обозначен как Калье-де-ла-Флор.
Навеянное легендой именование Калье-де-Десенганьо сменилось на Калье-де-лос-Басилиос по названию монастыря Сан-Басилио. После эксклаустрации, проведённой Хуаном Альваресом де Мендисабалем, председателем Совета министров Испании, в первой половине XIX века, церковь просуществовала ещё недолгое время, но в итоге вместо неё был построен театр Лопе де Вега, более известный как Театр драмы или театр Басильос. Ночью 6 ноября 1843 года на улице произошло нападение на карету генерала Рамона Нарваэса, в результате которого его адъютант, командир Басети, был убит, а молодой Сальвадор Бермудес де Кастро был ранен. Сам же Нарваэс остался невредим.

## Легенда о «разочаровании»
Народная традиция связывает происхождение названия Калье-дель-Десенганьо с одной из многочисленных легенд, связанных с жизнью и чудесами «милостивого кабальеро». Следуя за дамой недалеко от этой улицы, он столкнулся со своим соперником, принцем Веспасиано Гонзагой. Но прежде чем они успели «помериться мечами», перед ними пробежала таинственная тень, скрытая вуалью, за которой следовала лиса. Они отправились за ней, забыв о схватке, пока она не остановилась у стены. Они были поражены, обнаружив, что это была хорошо сохранившаяся мумия. Кабальеро воскликнули: «Какое разочарование!»
Такая же неправдоподобная легенда связана с существованием заговора против короля Филиппа II, составленного группой друзьями его сына, психически неуравновешенного принца дона Карлоса. Заговорщики, которые встречались на этой улице, якобы выдумали историю с мумией, чтобы отпугнуть от места их сбора находившихся на службе у короля людей.

## Франсиско Гойя
С 1779 по 1800 год в доме № 1 жил художник Франсиско Гойя, а затем переехал в дом по адресу Калье-де-Вальверде, 15, находившийся на углу с той же Калье-дель-Десенганьо. На Калье-дель-Десенганьо умерла его жена, и родился его единственный сын, а в доме № 17 на той же улице жила и умерла спутница Гойи в последние годы его жизни — Леокадия Соррилья.

## «Здесь бы никто не жил»
В начале XXI века эта улица стала популярной благодаря сериалу «Здесь бы никто не жил», который транслировался по телеканалу Antena 3 с 2003 по 2006 год.

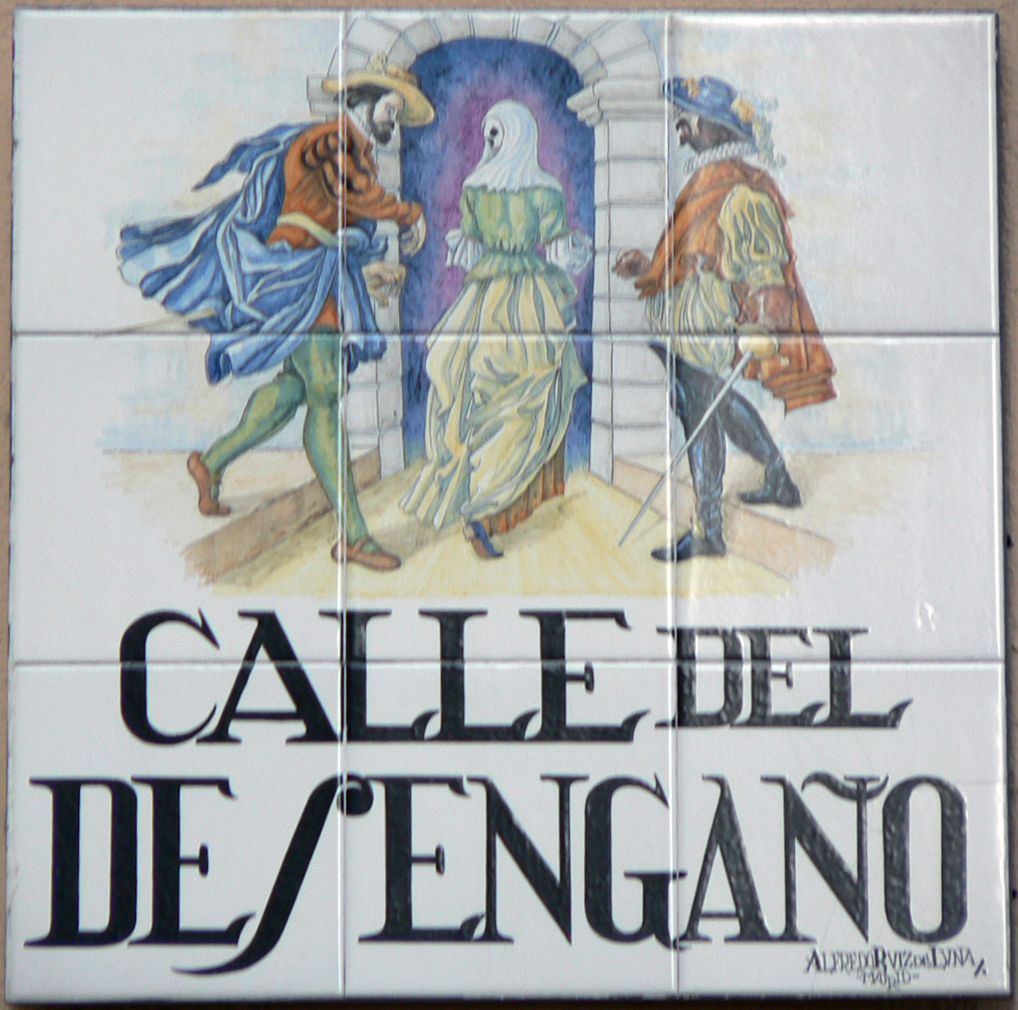
Табличка с названием улицы, работа керамиста Альфредо Руиса де Луны[исп.].
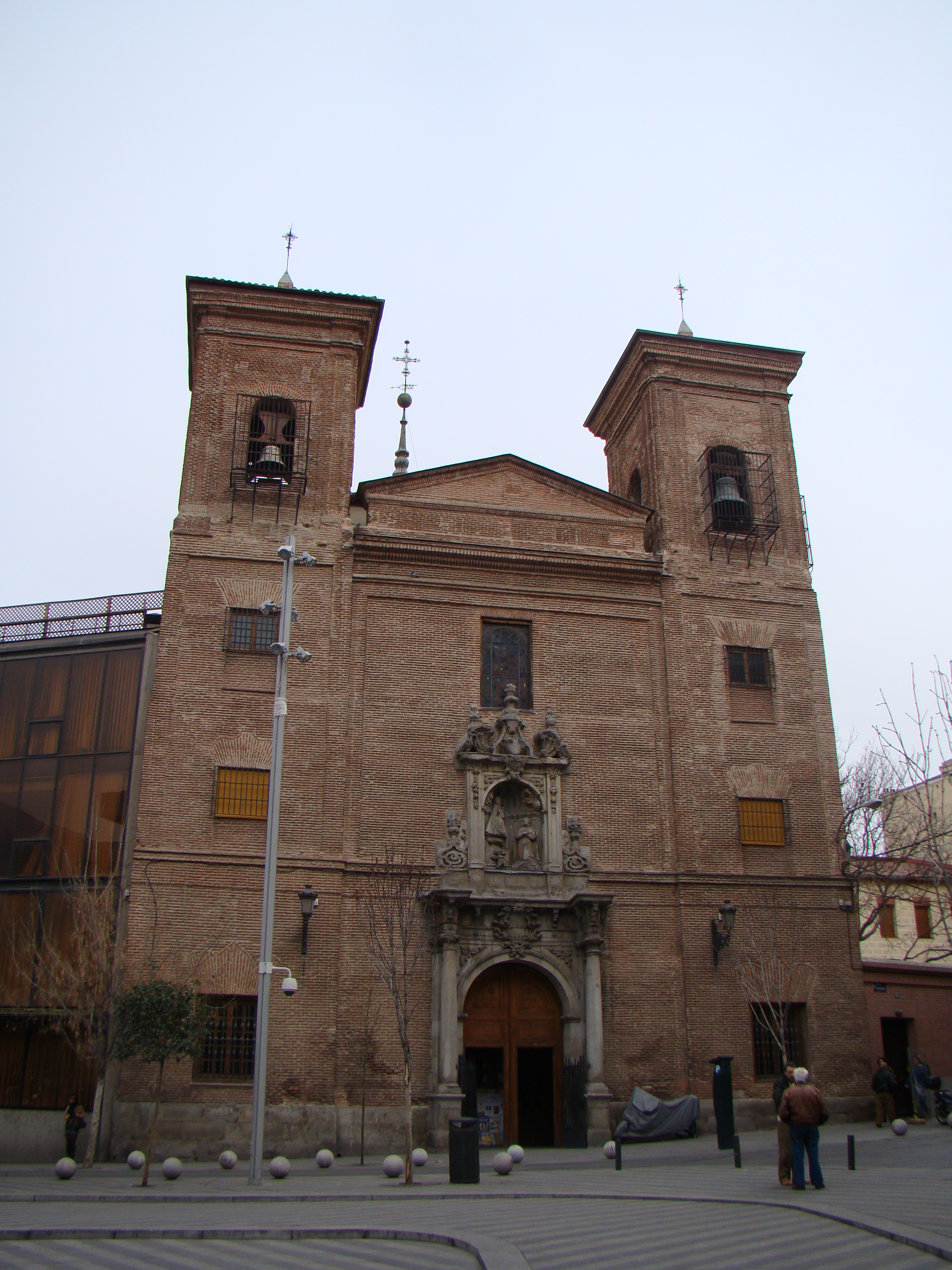
Церковь Сан-Мартин[исп.] на Калье-дель-Десенганьо, 26.
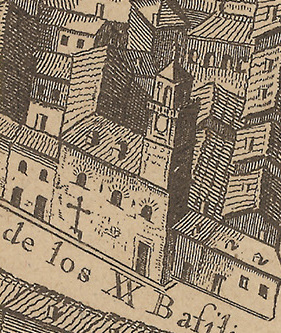
Монастырь Сан-Басилио[исп.] на репродукции плана Тейшейры (1656)[исп.], опубликованной в 1881 году.